# Pírcing Lorum
Un pírcing Lorum és un pírcing genital masculí, col·locat horitzontalment a la part inferior de la base del penis, on el penis es troba amb l'escrot.
La paraula «lorum» és un mot creuat de les paraules «low» (de l'anglès, baix) i «frenum», anomenat així perquè és essencialment una perforació a una part molt baixa del fre del prepuci.
Igual que el pírcing al fre prepucial i el pírcing Hafada, es poden realitzar diversos pírcing Lorum en fila o simètrics per a formar una escala.
Les joies que s'utilitzen habitualment en aquesta perforació inclouen el barbell i l'anell de bola captiva. Tanmateix, hi ha hagut casos en què altres joies com ara arracades i barbell de ferradura.